# Ulrik Gräs
Ulrik Gräs, (født 15. oktober 1940 i Vejle), er en dansk forfatter.
Han fik sin debut med en novellesamling: Mandskabet i 1965 efter være rejst verden rundt som sømand.
Dog siger han selv, at han skrev små historier på børnebiblioteket som 12-årig og senere en føljeton i Vejle Amts Folkeblad.
Ulrik var meget stærkt påvirket af skolebibliotekar Harald Stougaard på Nyboesgade Skole og børnebibliotekar Eleonora Sørensen på Vejle Bibliotek. Han skriver bl.a. i sin beretning Natten på biblioteket: .. Hos Harald Stougaard begyndte den rejse, som aldrig er hørt op, og som Eleonora Sørensen gav næring til" ... "Lærer Stougaard kunne oplæsningens kunst" ... "de ønskede fortællinger, og de skulle være uforudsigelige og handle om andre end dem selv, men på en sådan måde, at det lige så godt kunne ha' været dem selv" ... "Frk. Eleonora Sørensen på børnebiblioteket lå helt på linje med lærer Stougaards valg af bøger fra fremmede egne og himmelstrøg, og dertil kom at hun var det tredje led i en trekant mellem læseren, bogen og hende selv som dens oversætter" ... "Han var begyndt at samle på ord, ligesom andre samlede på frimærker" ..
Senere – i begyndelsen af 1970'erne – blev han påvirket af pyromanbrande i byen, hvilket gav anledning til romanen Fatimas hånd i 1971.
Forfatterskabet bærer også præg af stærke oplevelser i barndommens gade: Svendsgade. Det blev til romanen: Boulevardparken i 1973, der skildrer hverdagslivet i vestbyen med stor social indlevelsesevne.
Berusede by fra 2000 er en historie om Vejle under besættelsen 1940-45.
I efteråret 2006 udkom: Lido, der handler om 4 drenges opvækst i 50'erne. Denne bog blev fulgt op af historien om første halvdel af 1960'erne med bogen: Gongong, der udkom i maj 2011.

## Priser
- Martin Andersen Nexø Legatet i 1984
- Harald Kiddes og Astrid Ehrencron-Kiddes Legat i 2000

## Galleri
- Svendsgade, Vejle - med Boulevardparken i baggrunden

## Reference
- Litteratursiden om Ulrik Gräs Arkiveret 25. oktober 2004 hos  Wayback Machine